# 憤怒之戰
在托爾金（J. R. R. Tolkien）的小說裡，憤怒之戰（War of Wrath）或大會戰（Great Battle）是第一紀元末對抗魔苟斯（Morgoth）的最終一戰。在《魔戒》裡稍有提及。
愛隆（Elrond）在他舉行的會議上曾以憤怒之戰與第二紀元的最後聯盟戰役（Last Alliance of Elves and Men）進行對比，
「我不禁想起他們旗幟鮮明的樣子...我當時不禁想起了遠古時候貝爾蘭大軍的鮮衣怒馬，當時聚集了那麼多勇猛善戰的貴族和將領，但那還是比不上安戈洛墜姆被攻破時氣勢……」
在「大事紀」裡，稱這戰役為大會戰。《精靈寶鑽》對是役有最詳細的描述，特別是在早期的「精靈寶鑽爭戰史」。有關戰爭的詳情亦可見於「後貝爾蘭編年史」。其他憤怒之戰的資料則散見於各處托爾金文獻內
在《魔戒》裡極少提及到憤怒之戰，《精靈寶鑽》則有較多的描述，《中土世界的歷史》的第一部和第二部則有較詳細的描述。

## 精靈寶鑽
《精靈寶鑽》描述，在太陽升起後約五百年，魔苟斯擊敗了所有反對他的勢力，稱霸中土大陸。航海家埃蘭迪爾（Eärendil）戴住精靈寶鑽，來到維林諾（Valinor），懇求維拉（Valar）原諒及援助中土大陸的人類和精靈。
維拉答允埃蘭迪爾的懇求，派遣阿門洲的凡雅族及諾多族的軍隊，在愛爾溫（Elwing）的號令下，帖勒瑞族精靈用船隻運載大軍，但帖勒瑞族並沒有參戰。維林諾大軍登陸後出發，穿越貝爾蘭（Beleriand），決戰魔苟斯的大軍。
維林諾大軍大敗魔苟斯的半獸人，殺死了大多數的炎魔（Balrogs）。伊甸人（Edain）加入維拉的陣營，東方人則加入了魔苟斯的陣營，但在戰敗後則逃回遠東。維林諾大軍向北方的安格班（Angband）進發，追擊敗軍。魔苟斯派出他的所有戰力，包括從未出現過的有翼龍，擊敗了維林諾大軍。此時，埃蘭迪爾駕著飛船威基洛特（Vingilot），與鷹王索隆多帶領的巨鷹並肩作戰，殺死了大多數的龍，埃蘭迪爾更擊倒了最強大的黑龍安卡拉剛（Ancalagon），安卡拉剛墜落時壓毀了安戈洛墜姆。魔苟斯被擒，維拉再次以鐵鍊安蓋諾爾（Angainor）綑縳魔苟斯，魔苟斯的鐵冠被擊成項圈，他的兩顆精靈寶鑽被伊昂威（Eönwë）拿走。最後，維拉將魔苟斯驅進空虛之境。
憤怒之戰所帶來的禍害十分巨大，西瑞安河被破壞。伊瑞德隆（Ered Luin）以西的北部地區荒廢陸沉。伊昂威勸說貝爾蘭的精靈跟他返回阿門洲，但部分精靈仍堅持留在中土大陸，他們遷往東方，凱蘭崔爾（Galadriel）和凱勒鵬（Celeborn）也在其中，還有吉爾加拉德（Gil-galad）。
魔苟斯敗亡後，幫助維拉的人類被賜予一個島嶼。人類在島上建立努曼諾爾（Númenor）王國，愛洛斯（Elros）成為首任國王。魔苟斯的部下索倫（Sauron）向伊昂威投降，將要接受維拉的判決，但索倫不願意，他逃到東方，一些龍、炎魔及半獸人也跟隨著索倫。

## 中土世界的歷史
與精靈寶鑽爭戰史接近同時出版的貝爾蘭編年史，正是精靈寶鑽爭戰史的補資料。貝爾蘭編年史有早期及後期兩個版本，兩者劇情內容脗合，但在命名及日期上則有所差異。編年史提供了一些細節的詳情。後貝爾蘭編年史則是憤怒之戰的最後版本。在一些命名和日期上，後貝爾蘭編年史都與精靈寶鑽爭戰史有矛盾。最顯著的是，編年史認為，魔苟斯曾離開安格班爭奪西瑞安渡口。
其他的資料沒有和《精靈寶鑽》產生矛盾，因為編年史和精靈寶鑽爭戰史只是以不同的風格描述。伊葛拉瑞斯特之戰便是其中一例。後貝爾蘭編年史提供了更多有關此役的資料，包括強勁的半獸人、維林諾大軍擊倒半獸人及炎魔的情況。
只有編年史及早期版本的精靈寶鑽爭戰史指出伊昂威是維林諾大軍的首領及英韋安是凡雅族的首領。在《精靈寶鑽》，伊昂威只被稱為「曼威的使者」《精靈寶鑽》又提及費納芬領導諾多族及「空中巨鳥的首領」索隆多。《Lay of Leithian》直接講述炎魔帶領半獸人：
「半獸人向前衝，炎魔一馬當先……」 
後貝爾蘭編年史擴充了維林諾大軍在西瑞安河河邊紮營的情況。這可在早期的故事裡找到他們在塔沙瑞楠紮營，樹鬍亦曾提及過此地，「塔沙瑞楠的柳樹」。一些大會戰各地的戰役也有簡單地描述，例如描述塔沙瑞楠之役是半獸人的突襲。在微光之池的戰鬥，描述希斯隆的東方人襲擊精靈的側翼。
憤怒之戰的戰場亦值得注意，如西瑞安河。這河流的流域沒有更改過，其角色也是首尾一貫的。這水流湍急的河流將貝爾蘭分為東西兩部分，被形容為不能徒步橫過，只有部分位置可以橫過，如北面的伊塞爾西瑞安（Eithel Sirion）、布雷塞阿赫等。這對軍隊來說是嚴峻的地理障礙，除非利用帖勒瑞族的艦隊渡河。

## 瑣事
- 瞽目守護神樂團（Blind Guardian）的唱片中土之暮（Nightfall in Middle-Earth）收錄了一首名為「憤怒之戰」的歌曲，那是魔苟斯及索倫的對話，歌詞直接取自小說。

- 芬蘭樂隊戰爭之道（Battlelore）的專輯Sword's Song的一曲「憤怒之戰」，敍述魔苟斯之死。